# 4個人各自有着自己的秘密
《4個人各自有着自己的秘密》（簡稱，直譯意思為「4個人各自說謊」）是所創作的日本漫畫，連載於《別冊少年Magazine》2020年5月號至2023年4月号，講述4名主角於女校就讀，分別是外星人、叛忍、超能力者和男扮女裝，在學校裏各自隱瞞自己秘密的日常故事。改編電視動畫於2022年10月15日至12月25日播映。

## 角色列表

### 主要角色
立花（聲：田中千惠美）
實際上是外星人。銀河革命同盟軍第一〇九八大隊上校，在跟宇宙聯邦軍的戰鬥中，因戰鬥时飞碟墜落地球，所以打算融入當地生活，并操控周遭人們的記憶，等待救援。
在他人面前是个天真烂漫的少女萝莉，平时会抱着一个玩偶。缺乏对地球的常识，在学校成绩较低。
有着可以操控改变一切的能力，对地球的超能力无效，头上的红色彩带其实是触手，唱歌时会发出可以催眠的声音。喜欢和千代在一起。
千代（聲：村上奈津實）
實際上是叛忍。因此受到忍村追殺，嚮往想過著普通女孩的生活，因為長得漂亮且性格單純一直被朋友誤以為是有錢人家的千金小姐。
从小接受忍者训练，逃离忍者村后依然保留着技术和习惯，但发誓以后不再杀人，住在桥附近的窨井盖下。
性格温柔，但谈到关于忍者有关的事会变得异常认真，在学校的成绩较差，经常受老师的帮忙。特别喜欢可爱的东西，擅长烘焙，刺绣，排斥男生。
關根（聲：佐倉綾音）
實際上是超能力者。擁有讀心能力，却只對同性有效，所以无法读取翼的想法。全家都是超能力者，被关在研究所里治疗，所以从小没见过父母。无时无刻的被组织的监视，但本人并不在意。
外表上是个普通的女初中生，性格乐于助人，学霸。一个人住在破旧的小房子里，靠组织和奖学金生活。因为是超能力者，所以不会被立花完全操控记忆，如果摘下眼镜能力就会失控。
翼（聲：潘惠美）
實際上是男扮女裝。本名是「剛」（つよし)，在雙胞胎姐姐翼的威迫下，跟她調換身份，就讀女校。
优等生，性格冷酷，爱开玩笑，是4个人里唯一的普通人。打扮成女生在学校特别受欢迎，但本人更喜欢被人看成一个男孩。平时总是被姐姐使唤。

### 角色家人
翼（聲：芹澤優）
「剛」的姐姐。
半藏（聲：廣瀨裕也）
千代的弟弟，被安排负责追杀千代。

### 其他
布莱尔老师（聲：上田燿司）
学校的英语老师。
旁白（聲：大塚芳忠）

## 創作及出版
作者從小就很喜歡畫畫，但並沒有以成為漫畫家為目標。在修讀碩士一年級時，橿原覺得自己雖然沒能力畫普通的漫畫，但可能有能力創作不用考慮分鏡的四格漫畫。橿原在快完成一份四格漫畫的分鏡稿時，得知《週刊少年Magazine》主辦的「分鏡原作獎」（ネーム原作賞），便報名參加。參賽的分鏡稿就是《4個人各自有着自己的秘密》。橿原在2018年憑着《4個人各自有着自己的秘密》，獲得第19屆分鏡原作獎獎勵獎。負責編輯得知橿原會畫畫後，要橿原去練習技法並自己畫這部作品。橿原磨練了一年的繪畫。使用的繪圖工具是iPad Pro，《4個人各自有着自己的秘密》第1話的分鏡稿是橿原在床上以iPad Pro繪製的。
本作曾於2021年5月至10月期間休刊，單行本第2卷因此延期發售。

## 出版書籍
| 卷數 | 講談社         | 講談社                 |
| 卷數 | 發售日期       | ISBN                   |
| ---- | -------------- | ---------------------- |
| 1    | 2020年12月17日 | ISBN 978-4-06-522479-3 |
| 2    | 2022年4月7日   | ISBN 978-4-06-527535-1 |
| 3    | 2023年5月9日   | ISBN 978-4-06-529862-6 |

## 電視動畫
2022年4月1日愚人節，宣佈將改編為電視動畫，動畫會變更主角群的性別，並加入BL元素。翌日4月2日澄清動畫化一事並非愚人節謊言，但主角群的性別維持不變，「不能斷言一定不加入BL元素」；動畫定於2022年在ABC電視台、朝日電視台系列「ANiMAZiNG!!!」深夜動畫時段首播。7月15日，宣佈電視動畫將於同年10月首播，並公開前導視覺圖、前導宣傳片、4名主要角色的聲優，以及主要製作人員陣容。

### 製作人員
- 原作：（講談社《別冊少年Magazine》連載）
- 導演：星野真
- 系列構成：清水惠
- 人物設定：
- 道具設定：大川美穗子、松本淑惠
- 美術設定：岩佐禎
- 3D監督：伊藤香太朗（ウタリカ）
- 色彩設計：戶澤有紀
- 攝影監督：寺本憲正
- 線上編輯：柳圭介
- 線下編輯：Good Job（グッドジョブ）
- 音響監督：濱野高年
- 音樂：菊谷知樹
- 動畫制作：Studio Flad
- 製作協力：Studio Pierrot
- 製作：製作委員會會說謊[4]

### 主題曲
片頭曲《Eclipse》（エクリプス）
主唱：NACHERRY（村上奈津實、田中千惠美）

### 劇集列表
| 話數 | 標題                    | 分鏡             | 演出       | 劇本     | 作畫監督 | 總作畫監督                                                       | 首播日期       |
| ---- | ----------------------- | ---------------- | ---------- | -------- | --- | ---------------------------------------------------------------- | -------------- |
| 1    | 四人的秘密 （）         | 星野真           | 星野真     | 清水惠   | 田內亞矢子、吉田翔太                                                                                                 | 松本淑惠、大川美穗子                                             | 2022年10月15日 |
| 2    | 文化祭 （）             | 小寺勝之、星野真 | 五月女有作 | 小鹿りえ | 中村統子、上野翔太、成元鎔、趙雅羅                                                                                   | 水谷麻美子                                                       | 2022年10月22日 |
| 3    | 驚喜 （）               | 星野真           | 矢野孝則   | 笹野惠   | 永田善敬、石原彩子                                                                                                   | 松本淑惠、大川美穗子                                             | 2022年10月29日 |
| 4    | 向星星許願 （）         | 久保博志         | 久保博志   | 清水惠   | 小林多加志、上野翔太、佐々木敏子、カルテ.ディエム（成元鎔、趙雅羅）                                                  | 佐佐木敏子                                                       | 2022年11月6日  |
| 5    | 海 （）                 | 荒井省吾、星野真 | 小林浩輔   | 笹野惠   | 大久保歩美、段冠嵩、友田美智子                                                                                       | 大川美穗子、松本淑惠                                             | 2022年11月13日 |
| 6    | 留宿 （）               | 葉摘田緒         | 五月女有作 | 小鹿りえ | 中村統子、工藤公聖、上野泰寛、成元鎔、趙雅羅                                                                         | 水谷麻美子、佐佐木敏子                                           | 2022年11月20日 |
| 7    | 響徹吧！友人的歌聲 （） | 星野真           | 矢野孝則   | 清水惠   | 田內亞矢子、吉田翔太                                                                                                 | 松本淑惠、大川美穂子                                             | 2022年11月27日 |
| 8    | 半藏的挑戰 （）         | 及川泰一         | 五月女有作 | 清水惠   | Kim Jong Heon、Shin Sang Tae、Min Hyun Sook、Choi Kyung Seok、Kim Ki Yeop、Kim Jung Woo                              | 水谷麻美子、佐佐木敏子、中村統子                                 | 2022年12月4日  |
| 9    | 尋找阿福 （）           | 荒井省吾、星野真 | 小林浩輔   | 小鹿りえ | 石原彩子、永田善敬、大久保歩美、友田美智子                                                                           | 松本淑惠、大川美穂子                                             | 2022年12月11日 |
| 10   | 熱海 （）               | 葉摘田緒         | 五月女有作 | 笹野恵   | はっとりますみ、工藤公聖、上野泰寛、趙雅羅、Min Hyun Sook、Kim Ki Yeop、Kim Jung Woo、Kim Jong Heon、Choi Kyung Seok | 佐佐木敏子、小林多加志、中村統子、水谷麻美子、三浦貴弘、上野翔太 | 2022年12月18日 |
| 11   | 再見了上校 （）         | 星野真           | 星野真     | 清水恵   | 田内亞矢子、吉田翔太                                                                                                 | 大川美穂子、松本淑惠                                             | 2022年12月25日 |

## 外部連結
- 漫畫連載網站（日語）
- 電視動畫官方網站（日語）
- 電視動畫的X（前Twitter）（日語）